# Clarksville (Texas)
Clarksville é uma cidade localizada no estado norte-americano do Texas, no Condado de Red River.

## Demografia
Segundo o censo norte-americano de 2000, a sua população era de 3883 habitantes.
Em 2006, foi estimada uma população de 3618, um decréscimo de 265 (-6.8%).

## Geografia
De acordo com o United States Census Bureau tem uma área de
7,7 km², dos quais 7,7 km² cobertos por terra e 0,0 km² cobertos por água. Clarksville localiza-se a aproximadamente 131 m acima do nível do mar.

## Localidades na vizinhança
O diagrama seguinte representa as localidades num raio de 28 km ao redor de Clarksville.